# ブラック・セレブレーション
『ブラック・セレブレーション』 (Black Celebration) は、イギリスの音楽グループ、デペッシュ・モードの5枚目のスタジオ・アルバム。1986年3月17日発売。

## 概要
1985年11月から翌1986年1月まで、前作と同じベルリンのハンザ・スタジオと、イングランドにてレコーディングされた。ゴシック・ロックからの影響を感じさせる、以前よりも厭世的な歌詞やダークなメロディが特徴的なこの作品はバンドの新たな転換点となり、1980年代で最も影響力のあるアルバムの1つとして言及されるなど、プレスやファンの間でも特に評価の高い一作となった。全英最高4位、スイスでは1位、ドイツでは2位と、欧州各国で高い注目を集めた。
マーティン・ゴアによるボーカル曲が最も多いアルバムでもあり、「ア・クエスチョン・オブ・ラスト」、「サムタイムズ」、「イット・ダズント・マター・トゥー」、「ワールド・フル・オブ・ナッシング」の4曲で歌っている。「フライ・オン・ザ・ウィンドスクリーン」は既にシングル「イッツ・コールド・ア・ハート」のB面曲として収録されていたが、新しくエフェクトを施し新バージョン「ファイナル」として新録した。

## 収録曲
特筆ない限り全曲マーティン・ゴアによる作詞作曲
1. ブラック・セレブレーション / Black Celebration - 4:55
2. フライ・オン・ザ・ウィンドスクリーン〜ファイナル / Fly on the Windscreen – Final - 5:04
3. ア・クエスチョン・オブ・ラスト / A Question of Lust - 4:20
4. サムタイムズ / Sometimes - 1:53
5. イット・ダズント・マター・トゥー / It Doesn't Matter Two - 2:50
6. ア・クエスチョン・オブ・タイム / A Question of Time - 4:10
7. ストリップト / Stripped - 4:16
8. ヒア・イズ・ザ・ハウス / Here Is the House - 4:15
9. ワールド・フル・オブ・ナッシング / World Full of Nothing - 2:50
10. ドレスド・イン・ブラック / Dressed in Black - 2:32
11. ニュー・ドレス / New Dress - 3:42

### CDボーナストラック
1. ブリージング・イン・フュームス / Breathing in Fumes - 6:07
2. バット・ノット・トゥナイト （エクステンデッド・リミックス） / But Not Tonight (Extended Remix) - 5:13
3. ブラック・デイ / Black Day （マーティン・ゴア、アラン・ワイルダー、ダニエル・ミラー） - 2:36[3]

### アメリカ盤ボーナス・トラック
1. バット・ノット・トゥナイト / But Not Tonight - 4:15

## 参加ミュージシャン
- デイヴ・ガーン - リードボーカル、サンプラー
- マーティン・ゴア - キーボード、ギター、コーラス、リードボーカル (#3, #4, #5, #9) 、プログラミング
- アンディ・フレッチャー - サンプラー、コーラス
- アラン・ワイルダー - キーボード、サンプラー、ピアノ (#4) 、プログラミング